# マールベーク駅
マールベーク駅（マールベークえき、オランダ語: Maalbeek/フランス語: Maelbeek、発音: [ˈmaːlbeːk]）は、ブリュッセル市に所在するブリュッセル地下鉄の駅。駅名は小河川マールベーク川に因む。1系統及び5系統が運行されている。

## 歴史
1969年12月17日にベルギーにおける最初の地下公共交通路線の一部であるプレメトロの路面電車（ドゥ=ブルケール-シューマン）の駅として開業。1976年、プレメトロ線は地下鉄に転換された。路線は後に1A系統及び1B系統に分割され、2009年4月4日に1系統・5系統に再付番された。

### 2016年ブリュッセル連続爆破テロ
2016年3月22日9時11分（CET）、 2016年ブリュッセル連続爆破テロがマールベーク駅で発生した。爆弾は3輌編成の電車の中央の客車で爆発した。列車はマールベーク発アルツ・ロイ/クンストウエット行きであった。ISIL（イスラム国）が犯行声明を出している。 ブリュッセル空港でのテロの半時間ほど後に実行された。フラマン語メディアのVRTは20人が死亡、106人が負傷したと報じている。
同日以降、駅は封鎖されていたが、約1か月後の4月25日より利用が再開された。

## インテリア・アート
プラットホームの壁はポルトガルで製作されたアズレージョの白いタイルで装飾が施されている。 Benoît Van Innisに8枚の肖像画を壁に製作することを依頼した。

## 所在地
駅は、欧州議会、欧州連合、欧州委員会、ベルギー政府の官公庁の建物が立ち並ぶことで知られるRue de la Loi/Wetstraatの地下に位置している。出口の一つはRue de la Loi/Wetstraat、また別の出口はヨーゼフ2世通りに通じている。Chaussée d'Etterbeek/Etterbeekse道路への出口もある。その出口はRue de la Loi/Wetstraatに通じる橋の下にある。ベルギー国鉄シューマン駅のプラットホームの入り口がその出口の最寄りにある。

## 駅周辺
- 欧州議会
- 欧州連合本部（英語版）
- 復活教会（英語版）

## 脚註
1. ↑  “Brussels attacks 'leave 13 dead'”. 2016年3月28日閲覧。
2. ↑  “Ook aanslag op metronetwerk Brussel”. telegraaf.nl. 2016年3月28日閲覧。
3. ↑  ベルギー同時テロ 地下鉄マールベーク駅利用が再開 毎日新聞 2016年4月25日
4. ↑  “The art of the underground (2): Metro Maalbeek”. 2016年3月28日閲覧。